# Ꝟ
Cette page contient des caractères spéciaux ou non latins. S’ils s’affichent mal (▯, ?, etc.), consultez la page d’aide Unicode.
Ne doit pas être confondu avec V barré ou ℣.
Ꝟ (minuscule : ꝟ), appelé v à barre diagonale, est une lettre additionnelle de l’écriture latine qui était utilisée, au Moyen Âge, comme abréviation pour virgo en latin et ver en français ou en portugais. Elle est composée d’une lettre V diacritée d’une barre inscrite diagonale. Elle n’est pas à confondre avec le V barré horizontalement ‹ V, v ›.

## Utilisation
En latin médiévale, v barré diagonalement est utilisé comme abréviation pour virgo.
Au Moyen Âge, en portugais ou en ancien français, le v barré diagonalement est utilisé comme signe abréviatif pour ver.
Le v barré diagonalement est notamment utilisé en danois pour la voyelle aujourd’hui écrite ‹ y › dans le Necrologium Lundense (en) dans certains noms sur le folio 182v ou le manuscript de Flensbourg (Flensborghåndskriftet) du XIVe siècle de la Loi de Jutland,.

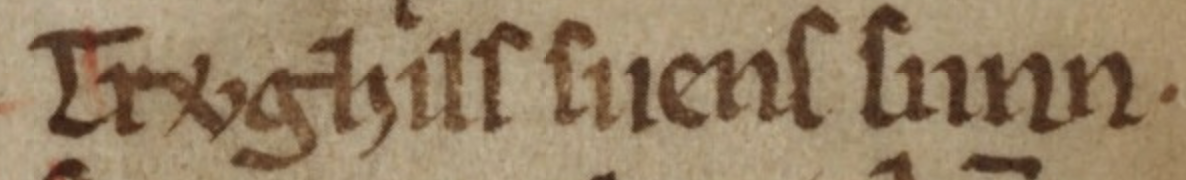
La lettre ꝟ dans le Necrologium Lundense.
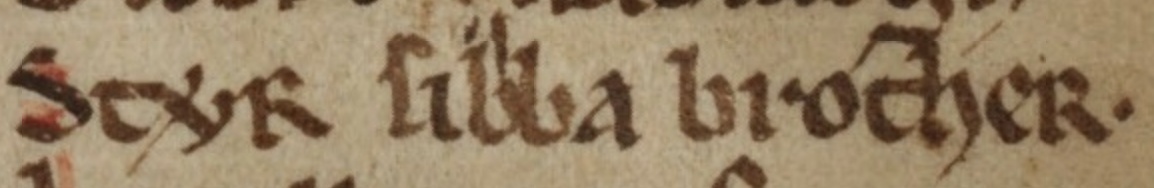
La lettre ꝟ dans le Necrologium Lundense.

Le v barré diagonalement, comme le u barré diagonalement ou l’y, est utilisé en moyen bas allemand au XVe siècle dans certains manuscrits de Mecklenbourg ou Lübeck,.

## Représentations informatiques
Le v à barre diagonale peut être représenté avec les caractères Unicode suivants :
| formes    | représentations | chaînes de caractères | points de code | descriptions                                |
| --------- | --------------- | --------------------- | -------------- | ------------------------------------------- |
| capitale  | Ꝟ               | Ꝟ                     | U+A75E         | lettre majuscule latine v à barre diagonale |
| minuscule | ꝟ               | ꝟ                     | U+A75F         | lettre minuscule latine v à barre diagonale |

## Sources
- Aurélie Barre, Le Roman de Renart : édité d’après le manuscrit O (f. fr. 12583), De Gruyter, coll. « Beihefte zur Zeitschrift für romanische Philologie » (no 356), 2010
- (da) Johannes Brøndum-Nielsen, Danmarks gamle landskabslove med kirkelovene, vol. 3, København, Gyldendalske, 1951
- (de) Cora Dietl, Minimalgrammatik: Mittelniederdeutsch, Göppingen, Kümmerle, 2002 (ISBN 3874529495)
- (en) Michael Everson (directeur), Peter Baker, António Emiliano, Florian Grammel, Odd Einar Haugen, Diana Luft, Susana Pedro, Gerd Schumacher et Andreas Stötzner, Proposal to add medievalist characters to the UCS, 30 janvier 2006 (lire en ligne)
- (da) Kristian Kaalund, Palæografisk atlas, vol. 1 : Dansk afdeling, København, Gyldendalske boghandel, 1903
- (de) Agathe Lasch, Mittelniederdeutsche Grammatik, Halle, Niemeyer, 1914 (lire en ligne)
- (en) Herluf Nielsen, « The development of Latin script IV: in Denmark », dans Oskar Bandle et al. (éd.), The Nordic languages : an international handbook on the history of the North Germanic languages, Berlin, W. de Gruyter, coll. « Handbücher zur Sprach- und Kommunikationswissenschaft » (no 22.1), 2002, 1re éd., XXXIX-1057 p., 28 cm (ISBN 3-11-014876-5, EAN 9783110148763, OCLC 469400062, BNF 38989191, DOI 10.1515/9783110197051, SUDOC 070238855, présentation en ligne, lire en ligne), part. X, chap. 98, p. 850, DOI 10.1515/9783110197051-097